# Z powodu Mojego imienia
Z powodu Mojego imienia – Oratorium prześladowanych za wiarę – dwupłytowy album Piotra Rubika, wydawnictwo ukazało się 25 lipca 2016 roku w formacie CD nakładem wytwórni Agencja Artystyczna MTJ. 27 lutego 2017 roku nakładem tej samej wytwórni ukazała się płyta DVD z zapisem live koncertu mającego miejsce w amfiteatrze Kadzielnia w Kielcach.  
Autorem libretta jest Zbigniew Książek, a muzykę skomponował Piotr Rubik. Warstwę wokalną stanowią: Agnieszka Przekupień, Zofia Nowakowska, Olivia Wieczorek, Marcin Januszkiewicz i Michał Bogdanowicz.

## Informacje o wydawnictwie

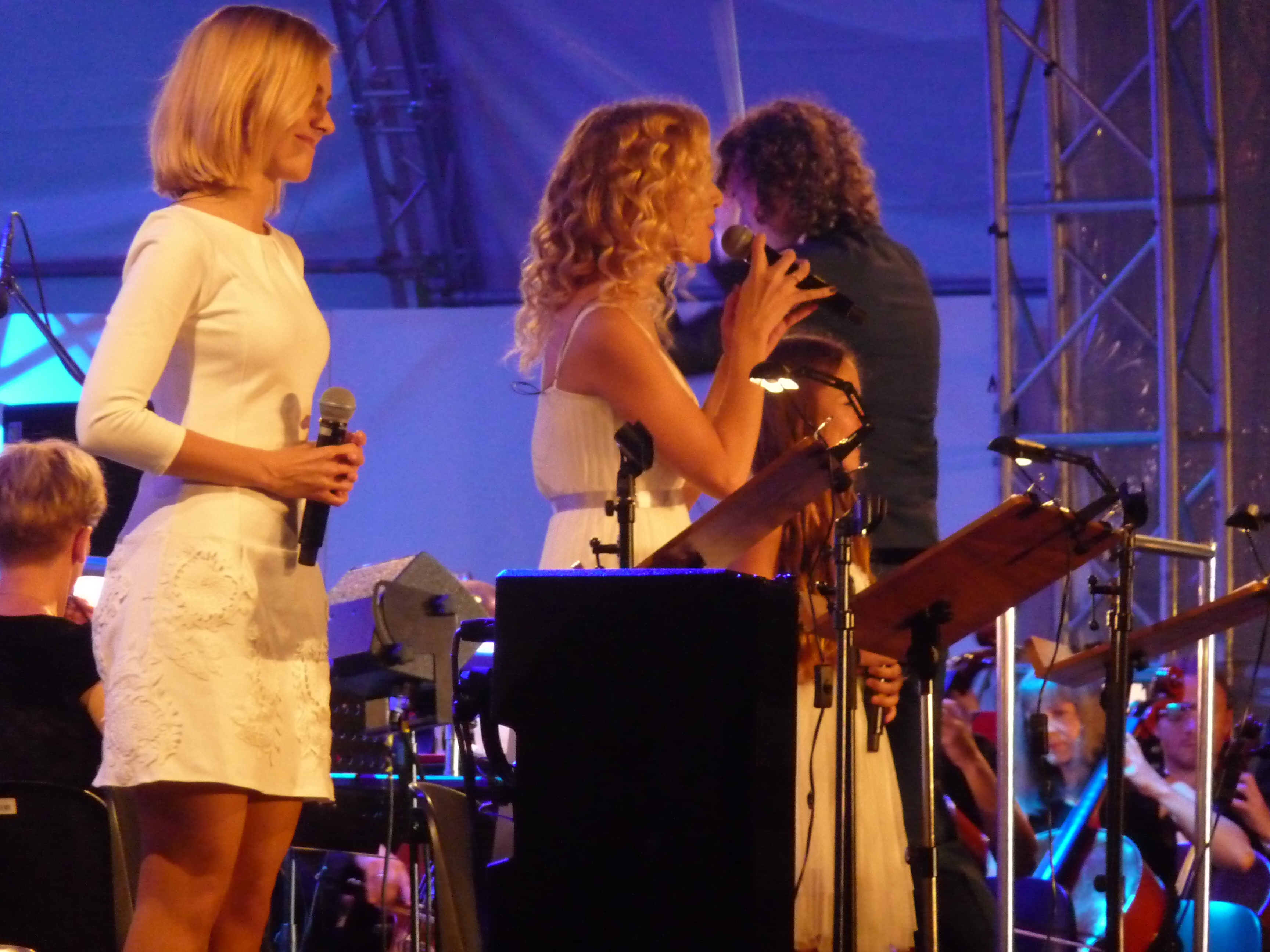
Zofia Nowakowska, Agnieszka Przekupień, Olivia Wieczorek, Piotr Rubik, podczas koncertu „Z powodu Mojego imienia” w Krakowie (29 lipca 2016)

Płyta została zarejestrowana podczas koncertu symfonicznego, który odbył się 26 czerwca 2016 roku w Amfiteatrze Kadzielnia w Kielcach. Dyrygentem był Piotr Rubik, wystąpili soliści: Agnieszka Przekupień, Zofia Nowakowska, Olivia Wieczorek, Marcin Januszkiewicz i Michał Bogdanowicz, rolę narratora objął Zbigniew Książek. Wystąpił Chór „Gaudium” Uniwersytetu Wrocławskiego, Chór Uniwersytetu Przyrodniczego we Wrocławiu, Chór Wyższej Szkoły Oficerskiej Wojsk Lądowych im. gen. Tadeusza Kościuszki we Wrocławiu pod kierownictwem Alana Urbanka i Macieja Wojciechowskiego oraz Orkiestra Filharmonii Świętokrzyskiej.
Utwór napisany na zamówienie polskiej sekcji organizacji „Pomoc Kościołowi w Potrzebie”. Poświęcony jest współczesnym męczennikom za wiarę. Oratorium zostało objęte patronatem honorowym prezydenta RP Andrzeja Dudy, kard. Stanisława Dziwisza (ordynariusza seniora archidiecezji krakowskiej) i ordynariusza diecezji kieleckiej bpa Jana Piotrowskiego. Patronat medialny objęli Telewizja Polska, Radio eM Kielce i Program Pierwszy Polskiego Radia. Mecenasem koncertu była Energa. 

## Wykonania na żywo
Premierowe wykonanie odbyło się 26 czerwca 2016 roku w Kielcach. Koncert był transmitowany na antenie TVP3 od godz. 20:00.Koncert potem był retransmitowany w TVP Polonia. Kompozycja została zaprezentowana podczas Światowych Dni Młodzieży 29 lipca 2016 roku na Rynku Głównym w Krakowie.

## Pozycja na liście sprzedaży
| Kraj   | Lista sprzedaży (2016)    | Najwyższa pozycja |
| ------ | ------------------------- | ----------------- |
| Polska | Oficjalna Lista Sprzedaży | 26                |

## Lista utworów
| CD 1 | CD 1                                                                                    | CD 1                  | CD 1        | CD 1    |
| Nr   | Tytuł utworu                                                                            | Słowa                 | Muzyka      | Długość |
| ---- | --------------------------------------------------------------------------------------- | --------------------- | ----------- | ------- |
| 1.   | „Uwertura”                                                                              |                       | Piotr Rubik | 3:26    |
| 2.   | „Narrator I” (czyta: Zbigniew Książek)                                                  | ks. Jerzy Popiełuszko | Piotr Rubik | 1:33    |
| 3.   | „Dlaczego dobro jest dobre” (śpiew: Zofia Nowakowska i Marcin Januszkiewicz)            | Zbigniew Książek      | Piotr Rubik | 3:32    |
| 4.   | „Duch Święty” (śpiew: Agnieszka Przekupień)                                             | Zbigniew Książek      | Piotr Rubik | 4:16    |
| 5.   | „Wojna, wojna, wojna” (śpiew: wszyscy soliści)                                          | Zbigniew Książek      | Piotr Rubik | 3:57    |
| 6.   | „Narrator II” (czyta: Zbigniew Książek)                                                 | ks. Jerzy Popiełuszko | Piotr Rubik | 1:26    |
| 7.   | „Kiedy za oknem pieje kogut” (śpiew: Olivia Wieczorek i Marcin Januszkiewicz)           | Zbigniew Książek      | Piotr Rubik | 4:45    |
| 8.   | „Modlitwa nad światem zielonych pól” (śpiew: Agnieszka Przekupień i Michał Bogdanowicz) | Zbigniew Książek      | Piotr Rubik | 3:24    |
| 9.   | „Wiara powiadam, wiara” (śpiew: Marcin Januszkiewicz)                                   | Zbigniew Książek      | Piotr Rubik | 4:34    |
| 10.  | „Narrator III” (czyta: Zbigniew Książek)                                                | ks. Jerzy Popiełuszko | Piotr Rubik | 1:24    |
| 11.  | „Jakże łatwo powiedzieć nie wierzę” (śpiew: Zofia Nowakowska i Michał Bogdanowicz)      | Zbigniew Książek      | Piotr Rubik | 4:00    |
| 12.  | „W imię Jezusa głośmy pokój” (śpiew: Michał Bogdanowicz)                                | Zbigniew Książek      | Piotr Rubik | 7:13    |
| 13.  | „Stworzył Bóg człeka na obraz swój” (śpiew: wszyscy soliści)                            | Zbigniew Książek      | Piotr Rubik | 3:43    |
|      |                                                                                         |                       |             | 47:13   |

| CD 2 | CD 2 | CD 2                  | CD 2        | CD 2    |
| Nr   | Tytuł utworu | Słowa                 | Muzyka      | Długość |
| ---- | --- | --------------------- | ----------- | ------- |
| 1.   | „Ilu swe życie oddałoby za wiarę” (śpiew: Marcin Januszkiewicz i Michał Bogdanowski)                              | Zbigniew Książek      | Piotr Rubik | 3:55    |
| 2.   | „Narrator IV” (czyta: Zbigniew Książek)                                                                           | ks. Jerzy Popiełuszko | Piotr Rubik | 1:24    |
| 3.   | „Świat zadaną jest nam łamigłówką” (śpiew: Agnieszka Przekupień, Zofia Nowakowska i Oliwia Wieczorek)             | Zbigniew Książek      | Piotr Rubik | 4:10    |
| 4.   | „Zawsze ramieniem wesprze Jezus” (śpiew: Zofia Nowakowska)                                                        | Zbigniew Książek      | Piotr Rubik | 4:09    |
| 5.   | „Zło które na okazję czeka” (śpiew: wszyscy soliści)                                                              | Zbigniew Książek      | Piotr Rubik | 3:20    |
| 6.   | „Z wiarą jak górski potok czystą” (śpiew: wszyscy soliści)                                                        | Zbigniew Książek      | Piotr Rubik | 3:52    |
| 7.   | „Narrator V” (czyta: Zbigniew Książek)                                                                            | ks. Jerzy Popiełuszko | Piotr Rubik | 1:21    |
| 8.   | „Lecz zawsze Jezus jest w miłości” (śpiew: Agnieszka Przekupień i Marcin Januszkiewicz)                           | Zbigniew Książek      | Piotr Rubik | 3:51    |
| 9.   | „Po to Bóg stworzył z prochu człowieka” (śpiew: Olivia Wieczorek)                                                 | Zbigniew Książek      | Piotr Rubik | 4:05    |
| 10.  | „Narrator VI” (czyta: Zbigniew Książek)                                                                           | ks. Jerzy Popiełuszko | Piotr Rubik | 1:25    |
| 11.  | „Błogosławiony Ksiądz Jerzy Popiełuszko” (śpiew: Agnieszka Przekupień, Marcin Januszkiewicz i Michał Bogdanowicz) | Zbigniew Książek      | Piotr Rubik | 5:12    |
| 12.  | „Narrator VII” (czyta: Zbigniew Książek)                                                                          | Jan Paweł II          | Piotr Rubik | 1:23    |
| 13.  | „Nasza Matka bolejąca” (śpiew: wszyscy soliści)                                                                   | Zbigniew Książek      | Piotr Rubik | 7:23    |
|      | |                       |             | 45:30   |